# Francisco Aguilar Barquero
Pour les articles homonymes, voir Aguilar.
Francisco Ramón de Jesús Aguilar Barquero (né le 21 mai 1857 à Cartago – mort le 11 octobre 1924 à San José) est un homme d'État qui fut le président du Costa Rica pendant quelques mois, du 2 septembre 1919 au 8 mai 1920. Julio Acosta García lui succède.

## Source
- (en) Cet article est partiellement ou en totalité issu de l’article de Wikipédia en anglais intitulé « Francisco Aguilar Barquero » (voir la liste des auteurs).